# 外森比克不等式
外森比克不等式（Weitzenböck's inequality）是有关三角形边长和面积的一个不等式。設三角形的邊長為{\displaystyle a,b,c}，面積為{\displaystyle A}，則外森比克不等式声称{\displaystyle a^{2}+b^{2}+c^{2}\geq 4{\sqrt {3}}A}成立。若且唯若三角形為等邊三角形，等號成立。佩多不等式是外森比克不等式的推广。
在1961年国际奥林匹克数学竞赛中，此题曾被拿來要求学生证明。

## 证明一
除了“所有平方数非负”以外，这个证明不用到其它任何不等式。
{\displaystyle {\begin{aligned}{}&(a^{2}-b^{2})^{2}+(b^{2}-c^{2})^{2}+(c^{2}-a^{2})^{2}\geq 0\\{}\iff &2(a^{4}+b^{4}+c^{4})-2(a^{2}b^{2}+a^{2}c^{2}+b^{2}c^{2})\geq 0\\{}\iff &{\frac {4(a^{4}+b^{4}+c^{4})}{3}}\geq {\frac {4(a^{2}b^{2}+a^{2}c^{2}+b^{2}c^{2})}{3}}\\{}\iff &{\frac {(a^{4}+b^{4}+c^{4})+2(a^{2}b^{2}+a^{2}c^{2}+b^{2}c^{2})}{3}}\geq 2(a^{2}b^{2}+a^{2}c^{2}+b^{2}c^{2})-(a^{4}+b^{4}+c^{4})\\{}\iff &{\frac {(a^{2}+b^{2}+c^{2})^{2}}{3}}\geq (4A)^{2},\end{aligned}}}
两边取平方根，即得证。

## 证明二
这个证明用到了排序不等式和算术-几何平均值不等式。
{\displaystyle {\begin{aligned}&&a^{2}+b^{2}+c^{2}&\geq &&ab+bc+ca\\\iff &&3(a^{2}+b^{2}+c^{2})&\geq &&(a+b+c)^{2}\\\iff &&a^{2}+b^{2}+c^{2}&\geq &&{\sqrt {3(a+b+c)\left({\frac {a+b+c}{3}}\right)^{3}}}\\\iff &&a^{2}+b^{2}+c^{2}&\geq &&{\sqrt {3(a+b+c)(-a+b+c)(a-b+c)(a+b-c)}}\\\iff &&a^{2}+b^{2}+c^{2}&\geq &&4{\sqrt {3}}A.\end{aligned}}}

## 证明三
内拿破仑三角形的面积的平方的6倍等于不等式左边减去右边，显然面积平方不小于 0，从而不等式成立。